# Isolotto (Monte Argentario)
L'Isolotto è un'isola del Mar Tirreno situata di fronte alla costa sud-orientale di Monte Argentario, a sud del promontorio della Rocca di Porto Ercole.

## Caratteristiche
Si tratta della maggiore delle isole situate al largo del promontorio argentarino. L'Isolotto si presenta con coste rocciose e si caratterizza per la presenza di bassa vegetazione spontanea, prevalentemente gariga, che offre la possibilità di nidificazione a gabbiani ed altre specie ornitologiche.
L'isola, raggiungibile soltanto attraverso imbarcazioni private, è un caratteristico luogo di immersione della zona.